# 10 złotych 1971 FAO
10 złotych 1971 FAO – okolicznościowa moneta dziesięciozłotowa, wprowadzona do obiegu 4 września 1971 r. zarządzeniem z 30 lipca 1971 r. (M.P. z 1971 r. nr 44, poz. 280), wycofana 1 stycznia 1978 r. zarządzeniem Ministra Finansów z dnia 21 maja 1977 r. (M.P. z 1988 r. nr 14, poz. 79).
Monetę wybito dla poparcia idei Organizacji Narodów Zjednoczonych do spraw Wyżywienia i Rolnictwa.

## Awers
Na tej stronie umieszczono tarczę z godłem – orłem bez korony, pod łapą znak mennicy w Warszawie, pod tarczą rok „1971", całość otoczona napisem „POLSKA RZECZPOSPOLITA LUDOWA 10 ZŁOTYCH”.

## Rewers
Na tej stronie monety znajduje się ryba, na niej kłos zboża, dookoła trzy litery F A O, z prawej strony napis „FIAT PANIS”, a z lewej strony monogram projektanta.

## Nakład
Monetę bito w Mennicy Państwowej, w miedzioniklu, na krążku o średnicy 28 mm, masie 9,5 grama, z rantem ząbkowanym, w nakładzie 2 000 000 sztuk, według projektu Jerzego Jarnuszkiewicza.

## Opis
Dziesięciozłotówka była jedną z trzynastu dziesięciozłotówek obiegowych z okolicznościowym wizerunkiem bitych w latach 1964–1972 w Mennicy Państwowej, na krążkach o dwóch średnicach:
- 31 mm (1964–1965), 4 typy oraz
- 28 mm (1966–1972), 9 typów.

Okolicznościowe dziesięciozłotówki jeszcze w pierwszej połowie lat siedemdziesiątych dwudziestego wieku, w obrocie pieniężnym występowały dość powszechnie, ze względu na fakt, że stanowiły ponad 17 procent całej emisji dziesięciozłotówek będących w obiegu (w roku 1973).
Moneta została wycofana z obiegu przez NBP w wyniku systemowej redukcji średnicy dziesięciozłotówek do 25 mm w związku z wprowadzeniem do obiegu monet o nominale 20 złotych i średnicy 29 mm.

## Powiązane monety
Jako próbne kolekcjonerskie zostały wybite monety o tej samej tematyce:
- w miedzioniklu, z datą roczną 1971, o średnicy 28 mm, nominale 10 złotych, w nakładzie 51 800 sztuk,
- w miedzioniklu, z datą roczną 1971, o średnicy 28 mm, nominale 10 złotych, w nakładzie 51 200 sztuk.

## Wersje próbne
Istnieje wersja tej monety należąca do serii próbnej w niklu z wypukłym napisem „PRÓBA”, wybita w nakładzie 500 sztuk oraz wersja próbna technologiczna w miedzioniklu w nakładzie 20 sztuk.